# Iscrizione della catacomba di Commodilla
L'iscrizione della catacomba di Commodilla è un breve testo inciso nella cornice di un affresco nella cripta dei santi Felice e Adautto, all'interno della basilichetta  delle catacombe di Commodilla, a Roma, Ostiense. Il graffito occupa un posto importante nella storia della lingua italiana, dal momento che rappresenta una testimonianza della lingua volgare.

## Il testo e il significato
Il testo dell'iscrizione è il seguente:
(Versione in italiano corrente)
Secondo Sabatini, l'indicazione si riferirebbe ai mysteria, o orazioni segrete, parte della liturgia che vanno pronunciate a bassa voce.
Smentisce Sabatini, invece, l'interpretazione recente di Emilia Calaresu. La linguista sostiene si tratti di un'ammonizione non al sacerdote, bensì al fedele, affinché non confessi «i segreti», cioè la fede cristiana, «a voce alta», salvo voler finire martirizzato come Adautto. Adautto, infatti, non è il nome proprio del martire, ma il soprannome di un anonimo che, dichiarandosi cristiano anch'egli, si sarebbe così «aggiunto» (da lat. ADIUTUM) al martirio di Felice. A confutazione della tesi di Sabatini, Calaresu dimostra inoltre che le orazioni segrete erano pratica liturgica limitata ai Franchi, mai diffusa in Italia, senza contare che il graffito è posto dietro l'altare, in una posizione dove il sacerdote non poteva leggerlo.

## La datazione
L'iscrizione è certamente successiva alla realizzazione dell'affresco, che si colloca nel VI o nel VII secolo. Per l'iscrizione il termine post quem è collocabile nel VI secolo per ragioni storico-artistiche, mentre il termine ante quem è collocabile nel IX secolo per una serie di motivazioni:
- motivazione paleografica: la scrittura utilizzata è l'onciale, databile tra l'VIII e il X secolo. Per una serie di ragioni paleografiche, la datazione dell'iscrizione è trattenuta al IX secolo.
- motivazione storico-liturgica: la pratica di pronunciare le orazioni a bassa voce è stata introdotta nella prima età carolingia, VIII-IX secolo.
- motivazione storica: durante la prima età del IX secolo, a causa dei continui saccheggi nella zona di San Paolo fuori le mura, le reliquie dei santi Felice e Adautto vennero spostate dalla cripta, che così fu abbandonata.

Tutte queste motivazioni fanno quindi convergere la datazione più probabile entro il IX secolo.

## Analisi del testo
La lingua utilizzata è un idioma volgare ancora immaturo, che si presenta molto vicino al latino. Accanto a ciò, vi sono tratti tipici del volgare romanesco (e/o genericamente meridionali). La parola ille, dal latino ILLAE (o ILLAS) "quelle", non conserva il significato originario di aggettivo dimostrativo, ma ha valore di articolo femminile plurale. Quanto a secrita, si tenga conto che la lettura corretta è "secreta", con la E chiusa invece della I, secondo una grafia in uso nelle scritture pre-carolinge. Interessantissima è la forma bboce: in principio, la parola era stata scritta come boce, ma in seguito qualcuno, non si sa se lo stesso scrivente o qualcun altro, forse accortosi che la grafia non rispecchiava in pieno la pronunzia, aggiunse, in piccolo, una seconda B. Questo è un preziosissimo indizio, utile a ricostruire la pronunzia dei parlanti romani dell'epoca, caratterizzata da due fenomeni, il raddoppiamento fonosintattico, cioè la tendenza, tipica ancor oggi nella zona, ad allungare le consonanti in certe situazioni, e il betacismo, da moltissimo tempo scomparso, che porta alla confusione tra V e B (per questo dal latino VOCEM si ha bboce). La correzione potrebbe indicare anche una presa di coscienza, da parte dello scrivente, della distanza tra una lingua alta, quella latina, e una bassa, che si potrebbe forse identificare con quella volgare in uso nell'Urbe.